# 나나호촌 (니가타현)
나나호촌(七穂村)은 니가타현 니시칸바라군에 설치되었던 촌이다. 현재의 니가타시에 해당한다.